# Agra, Ticino
Agra  är en ort i kommunen Collina d'Oro i kantonen Ticino, Schweiz. 
Agra var tidigare en självständig kommun, men 4 april 2004 blev Agra en del av nybildade kommunen Collina d'Oro.